# 南嘴镇
南嘴镇，是中华人民共和国湖南省益阳市沅江市下辖的一个乡镇级行政单位。

## 行政区划
南嘴镇下辖以下地区：
新南社区、南嘴村、兴南村、余百新村、鲤羊村、西畔山洲村、蠡山村、和谐村、赵公湖村、目平湖南村、目平湖北村和南嘴渔村。